# Каблучко Григорій Олексійович
Григорій Олексійович Каблучко (29 серпня 1910, Перегонівка — 27 грудня 1992, Київ) — український і молдовський науковець-плодівник. Доктор сільськогосподарських наук (1950), професор (1960).

## Біографія
Закінчив Інститут селекції плодоовочевих і ягідних культур у м. Мічурінськ (1932). Працював агрономом у Москві та Тирасполі (Молдова); директор Сільськогосподарського технікуму в Башкортостані (РФ, 1941—1945);
З 1947р — у Кишинівському сільськогосподарському інституті: завідувач кафедри плодівництва (1963—1966рр); водночас — директор Молдовського НДІ садівництва, виноградарства і виноробства (1947—1963рр); завідувач кафедри плодоовочівництва (1966—1982рр), проректор з наукової роботи (1966—1967рр) Української сільськогосподарської академії (Київ).

Могила Григорія Каблучка, кладовище в Новосілках

Відповідальний редактор журналу «Садоводство, виноградарство и виноделие Молдавии» (1953—1963). Вивчав проблеми підвищення продуктивності плодових насаджень, районування сортів, державного сортовипробування плодових і ягідних культур.
Помер на 83-му році життя 27 грудня 1992 року. Похований на кладовищі села Новосілки.
Зять — поет, науковець-плодівник, кандидат сільськогосподарських наук Валентин Негода (нар. 1939).

## Наукові праці
- Плодовый питомник. Кишинев, 1949; Сорта плодовых культур Молдавии. Кишинев, 1954; Інтенсивне садівництво. К., 1965; Плодівництво і овочівництво. К., 1967 (співавт.);
- Плодівництво, овочівництво і виноградарство. К., 1983 (співавт.); Плодівництво. К., 1990 (співавт.).